# オトメイトTiara
オトメイトTiara（ - ティアラ）は2011年3月11日から2012年9月28日まで音泉で配信されていたインターネットラジオで、オトメイトの情報番組。オトメイトシリーズでは4期目になる。

## 概要
- 第2・第4金曜日配信。

## パーソナリティー
- 鳥海浩輔

## コーナー
ふつおた（＃1～＃14）→月刊オトメニュース（＃15～＃38）
リスナーの身の回りで起きた出来事を紹介するふつおたコーナー。
オトメボックス
「オ」「ト」「メ」のいずれかを選び、その頭文字から始まるお題でトークをする。
【例】「起きてすぐにやることといえば?」「おとこ、おんな、今度生まれ変わるなら?」
「透明人間になったら何がしたい?」「東京は砂漠ですか?」
「面倒見がいい先輩といえば?」「メスシリンダー」
『それっぽワード』（＃1～#14）→それっぽワードエボリューション（＃15～＃38）
エコーがかかっていたらもしかしてキュンとしてしまうのでは?あるいはもしかしたらそれっぽく聞こえてしまうのでは?
と思う単語を甘く切なくそれっぽく演じるコーナー。
Bar鳥子の部屋
乙女の皆様がキュンとした瞬間の出来事や「こんな恋がしたい!といった妄想や体験などをオネエになった鳥子（トリコ）が紹介し、
ゲストとあまーい恋の話をするコーナー

## 行われていたコーナー
想いよとどけ!紙ヒコーキにのせて!
鳥海とゲストが、乙女の皆様から募集した簡単な願い事やメッセージを紙飛行機にして飛ばす。

## 配信リスト
2011年
| 放送回数 | 配信日   | ゲスト                                                                                                   | 備考 |
| -------- | -------- | --- | ---- |
| 第1回    | 3月11日  | 緑川光（「猛獣使いと王子様 ～Snow Bride～」より マティアス役）                                           |      |
| 第2回    | 3月25日  | 緑川光（「猛獣使いと王子様 ～Snow Bride～」より マティアス役）                                           |      |
| 第3回    | 4月8日   | 前野智昭（「華鬼～恋い初める刻 ～永久の印～」より 木籐華鬼役）                                           |      |
| 第4回    | 4月22日  | 前野智昭（「華鬼～恋い初める刻 ～永久の印～」より 木籐華鬼役）                                           |      |
| 第5回    | 5月13日  | 下和田ヒロキ（「緋色の欠片 愛蔵版 ～あかねいろの追憶～」より 犬戒慎司役）                                |      |
| 第6回    | 5月27日  | 下和田ヒロキ（「緋色の欠片 愛蔵版 ～あかねいろの追憶～」より 犬戒慎司役）                                |      |
| 第7回    | 6月10日  | 細谷佳正（「Musketeer」より アトス役）                                                                   |      |
| 第8回    | 6月24日  | 細谷佳正（「Musketeer」より アトス役）                                                                   |      |
| 第9回    | 7月8日   | 関智一（「薄桜鬼 黎明録 ポータブル」より 井吹龍之介役）                                                  |      |
| 第10回   | 7月22日  | 関智一（「薄桜鬼 黎明録 ポータブル」より 井吹龍之介役）                                                  |      |
| 第11回   | 8月12日  | 平川大輔（「蒼黒の楔 緋色の欠片3 DS」より 大蛇卓役）                                                     |      |
| 第12回   | 8月26日  | 平川大輔（「蒼黒の楔 緋色の欠片3 DS」より 大蛇卓役）                                                     |      |
| 第13回   | 9月9日   | 高橋広樹（「Wand of Fortune Ⅱ～時空に沈む黙示録～」より ビラール・アサド・イスナーン・ファランバルド役） |      |
| 第14回   | 9月23日  | 高橋広樹（「Wand of Fortune Ⅱ～時空に沈む黙示録～」より ビラール・アサド・イスナーン・ファランバルド役） |      |
| 第15回   | 10月14日 | 成田剣（「神なる君と」より 二ノ神弓鶴役）                                                                |      |
| 第16回   | 10月28日 | 成田剣（「神なる君と」より 二ノ神弓鶴役）                                                                |      |
| 第17回   | 11月11日 | 遊佐浩二（「薄桜鬼 3D」より 原田左之助役）                                                               |      |
| 第18回   | 11月25日 | 遊佐浩二（「薄桜鬼 3D」より 原田左之助役）                                                               |      |
| 第19回   | 12月9日  | 谷山紀章（「AMNESIA」より イッキ役）                                                                     |      |
| 第20回   | 12月23日 | 谷山紀章（「AMNESIA」より イッキ役）                                                                     |      |

2012年
| 放送回数         | 配信日  | ゲスト                                                             | 備考 |
| ---------------- | ------- | ------------------------------------------------------------------ | ---- |
| 第21回           | 1月13日 | 田坂秀樹（「華ヤカ故、我ガ一族」より 宮ノ杜勇役）                  |      |
| 第22回           | 1月27日 | 田坂秀樹（「華ヤカ故、我ガ一族」より 宮ノ杜勇役）                  |      |
| 第23回           | 2月10日 | 森久保祥太郎（「官能昔話 ポータブル」より 青ひげ 語り手）          |      |
| 第24回           | 2月24日 | 森久保祥太郎（「官能昔話 ポータブル」より 青ひげ 語り手）          |      |
| 第25回           | 3月9日  | 小西克幸（「ARMEN NOIR portable」より ソード役）                   |      |
| 第26回           | 3月23日 | 小西克幸（「ARMEN NOIR portable」より ソード役）                   |      |
| 第27回           | 4月13日 | 関智一（「薄桜鬼 黎明録 DS」より 井吹龍之介役）                    |      |
| 第28回           | 4月27日 | 関智一（「薄桜鬼 黎明録 DS」より 井吹龍之介役）                    |      |
| 第29回           | 5月11日 | 成田剣（「バクダン★ハンダン」より 調辺歩役）                       |      |
| 第30回           | 5月25日 | 成田剣（「バクダン★ハンダン」より 調辺歩役）                       |      |
| 第31回           | 6月15日 | 下和田ヒロキ（「蒼黒の楔 緋色の欠片3 明日への扉」より 犬戒慎司役） |      |
| 第32回           | 6月22日 | 下和田ヒロキ（「蒼黒の楔 緋色の欠片3 明日への扉」より 犬戒慎司役） |      |
| 第33回           | 7月13日 | 乃村健次（「十鬼の絆」より 千岳役）                                |      |
| 第34回           | 7月27日 | 乃村健次（「十鬼の絆」より 千岳役）                                |      |
| 第35回           | 8月10日 | 日野聡（「L.G.S ～新説 封神演義～」より 黄天化役）                 |      |
| 第36回           | 8月24日 | 日野聡（「L.G.S ～新説 封神演義～」より 黄天化役）                 |      |
| 第37回           | 9月14日 | 黒田崇矢（「白華の檻 緋色の欠片4」より 胡土前役）                  |      |
| 第38回（最終回） | 9月28日 | 黒田崇矢（「白華の檻 緋色の欠片4」より 胡土前役）                  |      |